# Hôtel de Salives
L'Hôtel de Salives est un hôtel particulier du XVIe siècle situé à Vesoul.
Édifice historique de Vesoul, l'hôtel a notamment accueilli l'hôtel de ville de Vesoul de 1768 à 1938. Aujourd'hui, le bâtiment joue encore un rôle majeur dans la vie locale en accueillant plusieurs organismes régionaux ainsi que la Maison du FICA depuis 2018.

## Localisation
L'hôtel se trouve rue Paul-Petitclerc, dans le Vieux-Vesoul, à l'angle de la rue Gevrey. Bénéficiant d'une situation privilégiée dans le centre historique de Vesoul, le bâtiment est situé entre deux édifices importants : l'église Saint-Georges et le palais de justice.

## Histoire
La famille de Salives était une ancienne famille à Vesoul, qui habita dans la ville jusqu'au XVIIIe siècle. L'un de ses membres les plus illustres, Jehan, était lieutenant-général du bailliage d'Amont en 1437. Par ailleurs, on retrouve notamment 7 fois le nom de Salives dans l'historique des maires de Vesoul,.
Après avoir appartenu aux Salives, l'hôtel a été, dans le cadre de succession, la possession de la famille de Vaudrey. Vers 1760, la façade de l'hôtel est rebâtie par Madame la marquise de Rosen de la maison de Vaudrey. Madame de Rosen fit don de l'hôtel à M. Beauchamp, avocat,.
En 1768, M. Beauchamp vendit l'hôtel de Salives à la ville de Vesoul pour que l'hôtel de ville y soit installé. L'hôtel de ville était également appelé à cette époque « Maison commune ».

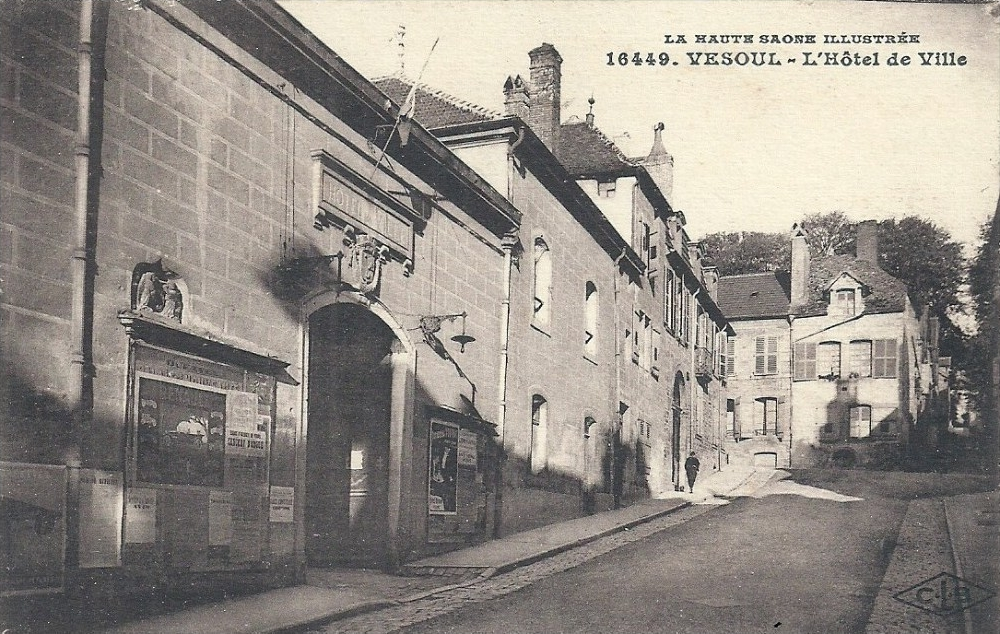
L'Hôtel de ville. Carte postale de l'hôtel de Salives. Non datée, mais probablement du début du XXe siècle.

De 1800 à 1821, l'édifice a également accueilli les services de la préfecture jusqu'à ce que ceux-ci soit déplacés dans l'hôtel de préfecture de la Haute-Saône actuel,.
En 1858, des travaux réalisés devant l'hôtel ont mis au jour une baie ogivale qui correspondait à l'ancienne porte de l'hôtel. Par ailleurs, au cours de ces travaux, un blason en pierre a été découvert ; ces armoiries étaient celles de la famille de Salives.
En 1938, les services municipaux quittent l'hôtel de Salives pour s'installer dans l'actuel hôtel de ville, rue Paul-Morel.
Jusqu'à fin 2015, une partie des locaux du rez-de-chaussée était occupée par l'Office de tourisme du Pays de Vesoul.
Le 22 juin 2018, la « Maison du FICA » est inaugurée au rez-de-chaussée de l'hôtel de Salives en présence du maire de Vesoul Alain Chrétien. Cet établissement, qui loge dans des locaux mis à dispotion par la mairie qui en est propriétaire, est le centre de ressources et d'archives du festival international des cinémas d'Asie de Vesoul, festival créé à Vesoul en 1995. Auparavant, les locaux où se trouvent la Maison du FICA abritaient un centre d'information et d'orientation.
L'hôtel accueille également les bureaux de l'antenne locale de France 3 Franche-Comté.